# 崔宪详
崔宪详（1895年—1980年），字锡章，男，山东高青人，中国基督教牧师，神学家。曾任中国基督教三自爱国运动委员会第一届副主席。

## 生平
崔宪详早年毕业于美以美会在山东泰安开办的萃英中学（今泰安市第一中学），为敬奠瀛校友。1912年入读燕京大学，获文学士和神学士学位。因参加学生运动曾被捕。1920年毕业后返回泰安，担任美以美会牧师，还曾一度参加过敬奠瀛在泰安马庄创办耶稣家庭的活动。1923年赴美国留学。1926年获得麦迪逊Drew大学神学博士返回中国，任齐鲁大学系统神学副教授。自1939年至1958年任中华基督教会全国总会总干事。抗战期间在成都，成立边疆服务部。
1950年崔宪详代表中华基督教会全国总会，与青年会、女青年会，协进会代表涂羽卿、邓裕志、艾年三组成访问团，到各地访问教会。1951年4月，崔宪详积极参加“控诉运动”，6月1日，中华全国基督教协进会在上海西藏路慕尔堂舉行1,200人的控訴大會，由任副會長的崔憲詳带头，控訴協進會是30年来「美帝」侵略中國的代理人。1952年，崔宪详又参加工作队，并陪同敬奠瀛前往泰安马庄，使其在5月27日至29日接受为期三天的控诉，随后被捕，各地耶稣家庭宣告解散。1954年，崔宪详当选为中国基督教三自爱国运动委员会第一届副主席。1980年在北京病逝。